# 鞏志
| 姓名         | 鞏志        |
| 出身地       | 荊州武陵郡? |
| 職官         | 従事        |
| 陣営・所属等 | 金旋        |
| 家族・一族   | -           |

鞏 志（きょう し）は、中国の通俗歴史小説『三国志演義』に登場する架空の武将。
後漢末期の武陵郡太守金旋配下の従事として登場。劉備の部将張飛が攻めてきた際、金旋に降伏を進言する。しかし、金旋は怒りだして鞏志を処刑しようとするが、他の部下の諌めで思いとどまる。
結局、張飛に敗北して逃げ戻ってきた金旋に対し、鞏志は無駄に兵士を死なせたとしてこれを射殺し、首級を張飛に献上して降伏。鞏志は劉備から武陵太守に任ぜられるが、その後は登場していない。